# Mehlmotte

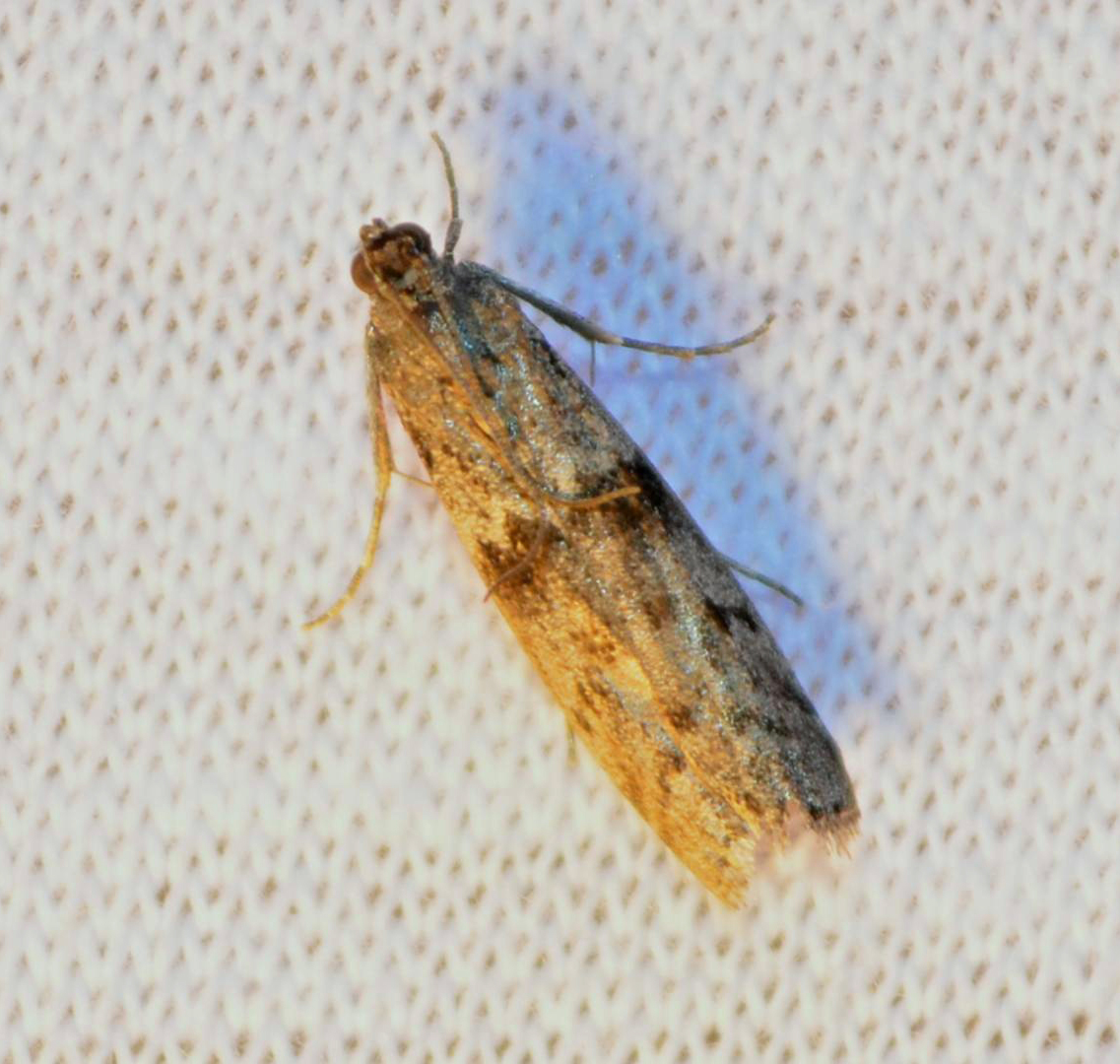
Mehlmotte mit geschlossenen Flügeln

Die Mehlmotte (Ephestia kuehniella) ist ein Schmetterling aus der Familie der Zünsler (Pyralidae). Die Art ist ein verbreiteter Vorratsschädling.

## Merkmale
Die Mehlmotte hat eine Flügelspannweite von 20 bis 25 Millimetern und eine Körperlänge von 10 bis 14 Millimetern. Die Vorderflügel sind vorn etwas konvex nach außen gewölbt, mit rechtwinklig wirkendem Außenrand. Sie sind bleigrau gefärbt und tragen meist zwei helle, von dunklen Schuppenbändern gesäumte, gezackte Querlinien und einige kleinere schwarze Flecken sowie eine Reihe aus kleinen, dunklen Flecken am Vorderrand. Die Färbung ist aber sehr variabel. Die deutlich breiteren Hinterflügel sind abstechend heller gefärbt, auf der Oberseite weiß mit einer grauen Randlinie, vor der ein breites, helles fransenförmiges Schuppenband anschließt, auf der Unterseite hell silbriggrau. Der Körper ist fast einfarbig, vom selben Grauton wie die Vorderflügel. Auch die fadenförmigen Fühler und der Saugrüssel sind grau beschuppt. Wie bei allen verwandten Arten sind die Labialpalpen am Kopf anliegend nach oben gerichtet. Der Hinterleib ist etwas heller, beim Männchen mit einem vorstehenden, weißlichen Schuppenbüschel am Hinterrand.
Die Art ist deutlich größer als alle anderen verwandten als Vorratsschädlinge auftretenden Arten.

## Raupen

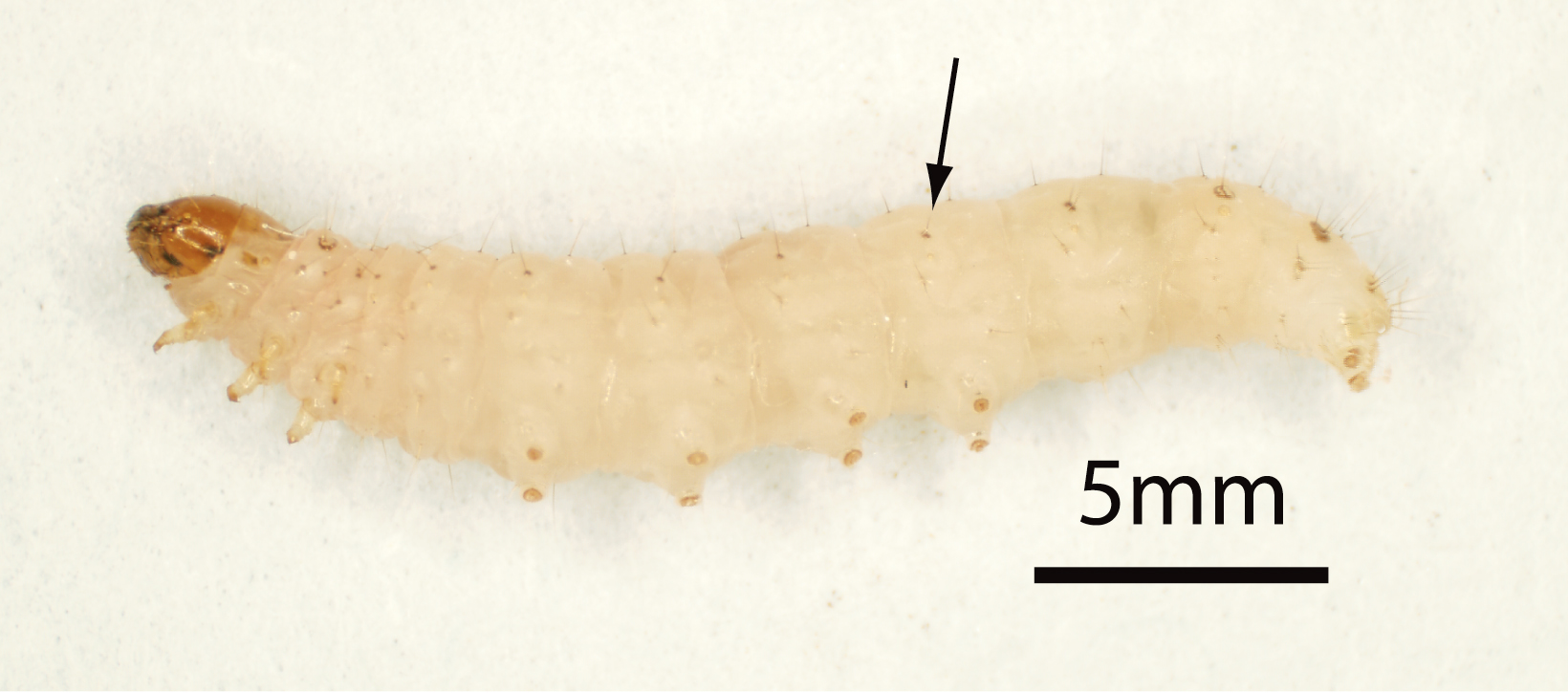
Raupe

Die Raupen sind in allen Stadien weißlich gefärbt mit dunklerem Kopf, dunklem Pronotum und auf den übrigen Segmenten kleinen dunklen Punkten, bei denen es sich um kleine, die Basis der Haare umgebende Sklerite und die Stigmen handelt. Ältere Raupen der vorratsschädlichen Arten können mit einem amerikanischen Schlüssel bestimmt werden. Von der Kakaomotte (Ephestia elutella) ist die Raupe an der Größe des Stigmas des achten Hinterleibssegments unterscheidbar. Dieses ist bei der Mehlmotte etwa genauso groß wie das nächstgelegene dunkle ringförmige Sklerit (um die Borste „SD1“), bei der Kakaomotte deutlich kleiner. Bei der Dörrobstmotte (Plodia interpunctella) sind die borstenbegleitenden Ringsklerite der ersten acht Hinterleibssegmente alle hell gefärbt.

## Lebenszyklus
Die Art besitzt sechs Raupenstadien. Aus den abgelegten Eiern schlüpft nach ca. 96 Stunden (bei 30 °C) das erste Raupenstadium. Die erste Larve erreicht weniger als einen Millimeter Länge. Die verpuppungsreife Larve des sechsten Stadiums erreicht 11 bis 13 Millimeter Länge und ein Gewicht von etwas weniger als 30 Milligramm. Sie benötigt dafür (bei 30 °C) etwa 41 Tage; für die Entwicklung vom Ei bis zur neuen Imago 50 Tage. Die Larve verpuppt sich in einem selbst gesponnenen Puppenköcher, der mit Fremdmaterial getarnt wird, meist außerhalb des Nahrungssubstrats. Die Puppe ist zunächst grünlich gefärbt, später verfärbt sie sich auf der Oberseite des Rumpfs nach rotbraun. Sie ist etwa 9 Millimeter lang. Die ausgeschlüpften Falter sind schnell paarungsbereit. Die Weibchen können Eier legen, ohne dass sie vorher Nahrung aufgenommen haben müssen – für einen Vorratsschädling ein wesentlicher Vorteil. Die Falter sind überwiegend nachtaktiv. Die Weibchen sind in der zweiten auf den Schlupf folgenden Nacht ablagebereit. Die Art entwickelt in Europa normalerweise drei, in sehr warmen Gebäuden vier Generationen im Jahr. Sie legt bei Temperaturen dauerhaft oberhalb 25 °C keine Diapause ein. Imagines sind vorwiegend im Sommer (Juli bis Oktober) anzutreffen.

## Lebensweise
Die Raupe ernährt sich überwiegend von Mehl und benötigt weder Wasser noch andere Nahrungsquellen zur erfolgreichen Entwicklung. Sie kann auch an intakten Getreidekörnern (v. a. Maiskörnern), verarbeiteten Mehlprodukten wie Teigwaren und anderen pflanzlichen Substanzen wie z. B. trockenem Gemüse und Gemüseprodukten schädlich werden (u. a. Cherimoya, Straucherbse, Sternapfel, Mango). An Gemüse und Früchten ist aber die verwandte Kakaomotte weitaus häufiger. Die Larven spinnen Wegfäden bei allen Bewegungen und leben meist in locker zusammengefügten Gespinsten. Diese können bei der maschinellen Verarbeitung von Mehl große Schäden anrichten. 
Im Haushalt werden, wenn die Tiere einmal in einen Vorratsschrank gelangt sind, in kürzester Zeit sämtliche bevorzugte Lebensmittel kontaminiert. Sie können durch Gewinde locker aufsitzender Deckel in ein Vorratsgefäß eindringen, dünne Verpackungen durchbeißen und bis zu 400 Meter weit kriechen.

## Bekämpfung
Die gängigste traditionelle Bekämpfungsmethode in Vorratslagern und verarbeitenden Betrieben war Begasung mit Methylbromid, dessen Einsatz mit Rechtskraft des Montreal-Protokolls aber zunehmend eingeschränkt worden ist. Als Ersatz dient häufig Sulfurylfluorid. Daneben sind gängige Insektizide wie Pyrethroide und Phosphorsäureester im Einsatz. Diese unterliegen allerdings beim Kontakt mit Lebensmitteln Einsatzbeschränkungen und sind bei Verbrauchern nicht sehr populär. Deshalb gibt es verstärkt Bemühungen um alternative Verfahren. So wird das synthetische Pheromon (Z,E)-9,12-Tetradecadienylacetat (TDA), das Männchen anlockt, eingesetzt, allerdings bisher nicht mit durchschlagendem Erfolg. Auch zahlreiche Pflanzenextrakte und ätherische Öle wurden experimentell getestet.
Bereits seit langer Zeit haben parasitoide Schlupfwespen Aufmerksamkeit als mögliche Antagonisten der Mehlmotte gefunden. Seit den 1920er Jahren wird die „Mehlmottenschlupfwespe“ Venturia canescens in dieser Hinsicht untersucht, die auch andere vorratsschädliche Raupen parasitiert. Auch die Brackwespe Habrobracon hebetor parasitiert Mehlmotten-Raupen, wenn auch weniger häufig.
Im Haushalt wird Kühlen verdächtiger Vorräte auf unter 10 °C empfohlen, um die Entwicklung zu stoppen. Raupen können durch Einfrieren, aber auch durch Erhitzen der Vorräte auf 60 °C länger als 20 Minuten, abgetötet werden. Zur Befallsermittlung werden im Handel erhältliche Pheromonfallen eingesetzt, diese sind aber zur Bekämpfung selbst nicht sonderlich wirksam. Wesentliche Bekämpfungsstrategie im Haushalt ist, befallene und verdächtige Vorräte beherzt wegzuwerfen.
Befallene Lebensmittel sollten umgehend entsorgt werden, da sie zu gesundheitlichen Problemen wie Allergien und Magen-Darm-Krankheiten führen können. Lebensmittel, die befallen sind, weisen meist fadenartige Gespinste und zusammenklebende Körner auf.

## Vorbeugung
Im Haushalt kann ein Befall durch Aufbewahrung von Getreide und Getreideprodukten in fest verschlossenen Behältern wie Lebensmittelgläsern weitgehend verhindert werden.

## Taxonomie
Philipp Christoph Zeller benannte die Art zu Ehren von Julius Kühn, von dem er das Material erhalten hatte. Die Tiere stammten aus einer Mühle in Halle „die viel amerikanischen Weizen vermahlt“. Die Art wird in die Untergattung Anagasta Heinrich, 1956 eingeordnet. Die Gattung Ephestia umfasst weltweit 14 Arten, von denen in Mitteleuropa, neben den Haushaltsschädlingen Mehlmotte und Kakaomotte, nur drei Arten im Freiland zu erwarten sind.

## Verbreitung
Die Art ist durch den Menschen weltweit verschleppt. Sie kommt in Mitteleuropa niemals im Freiland, sondern ausschließlich in Gebäuden vor. Eine Neuinfektion erfolgt nicht durch fliegende Falter, sondern durch infizierte Vorräte. Als ursprüngliche Heimat der Art wird Nord- und Mittelamerika angegeben. Dies ist aber umstritten; andere Bearbeiter gehen stattdessen von einer ursprünglichen Heimat in der Mittelmeerregion und/oder der Türkei aus.

## Trivia
Im 18. und 19. Jahrhundert wurden in Südtirol Gespinste von Mehlmotten gelegentlich als Malgrund für Spinnwebenbilder verwendet.